# نشارو
نشارو (به لاتین: Nesharv) یک منطقهٔ مسکونی در افغانستان است که در ولایت بدخشان واقع شده‌است.